# 破滅へのカウントダウン
『破滅へのカウントダウン』（原題：Countdown to Extinction）は、メガデスが1992年に発表した5作目のアルバム。

## 解説
前作『ラスト・イン・ピース』と同じラインナップで制作され、メガデスのアルバムとしては初めてメンバー全員が作曲に関わるようになった。「ハイ・スピード・ダート」の歌詞は、デイヴ・ムステインが当時熱中していたスカイダイビングを題材としており、「サイコトロン」の歌詞はマーベル・コミックのキャラクターであるデスロック（Deathlok）をモチーフとしている。
従来のアルバムと違ってミディアム・テンポの楽曲が中心の構成となり、アレンジもシンプルになったため、一部で否定的な評価もあり、『ローリング・ストーン』誌では「メガデスのファンを惹きつけていた情熱、エナジー、多様性といった特質は、本作では和らげられてしまった」「より幅広い聴衆を惹きつけるかもしれないが、旧来のファンは失望するだろう」と評されている。しかし、最終的にはメガデスにとって最大の成功作となり、本国アメリカではBillboard 200において2位に達し、バンドは初の全米トップ10入りを果たした。イギリスでも5位に達し、2作連続の全英トップ10入りを果たした。第35回グラミー賞では、本作がベスト・メタル・パフォーマンス部門にノミネートされたが受賞はならなかった。
本作からは「狂乱のシンフォニー」（全米71位・全英15位）、「スキン・オー・マイ・ティース」（全英13位）、「スウェッティング・ブレッツ」（全英26位）といったシングル・ヒットが生まれた。
アルバムは本国アメリカよりも日本で先行発売され、日本盤には映画『スーパーマリオ 魔界帝国の女神』に提供された「ブレイクポイント」と、映画『ビルとテッドの地獄旅行』に提供された「ゴー・トゥ・ヘル」の2曲が追加された。
本作に伴うアメリカ・ツアーは、スイサイダル・テンデンシーズやストーン・テンプル・パイロッツをオープニングアクトに従えて行われたが、ムステインは再びドラッグに依存するようになってしまい、1993年に予定されていた日本公演を中止して、ムステインはしばらくリハビリテーションに専念した。

### 2004年リマスター盤
デイヴ・ムステイン自身のプロデュースによる2004年のリマスター盤は、4曲のボーナス・トラックが追加収録され、日本盤も同様の仕様となった。「クラウン・オブ・ワームス」は、ムステインが憧れていたダイアモンド・ヘッドのシーン・ハリスが書き下ろした歌詞を元に、ムステインが歌詞の順番を組み替えて作られた楽曲で、1994年のシングル「終わりなき旅路」のカップリング曲であった。デモ・ヴァージョン3曲はアルバム・ヴァージョンとアレンジが異なる。
リマスターに伴い、「スウェッティング・ブレッツ」はオリジナル・ヴァージョンよりもイントロが長くなった。

## 収録曲
特記なき楽曲は作詞・作曲ともにデイヴ・ムステインによる。各曲の収録時間はオリジナル盤に基づく。
1. スキン・オー・マイ・ティース - Skin o' My Teeth - 3:14
2. 狂乱のシンフォニー - Symphony of Destruction - 4:02
3. アーキテクチャー・オブ・アグレッション - Architecture of Aggression - 3:34
  - 作詞：デイヴ・ムステイン、作曲：デイヴ・ムステイン/デヴィッド・エレフソン
4. フォアクロージャー・オブ・ア・ドリーム - Foreclosure of a Dream - 4:17
  - 作詞：デイヴ・ムステイン/デヴィッド・エレフソン、作曲：デイヴ・ムステイン
5. スウェッティング・ブレッツ - Sweating Bullets - 5:03
6. ディス・ワズ・マイ・ライフ - This Was My Life - 3:42
7. 破滅へのカウントダウン - Countdown to Extinction - 4:16
  - 作詞：デイヴ・ムステイン/ニック・メンザ/デヴィッド・エレフソン、作曲：デイヴ・ムステイン/マーティ・フリードマン
8. ハイ・スピード・ダート - High Speed Dirt - 4:12
  - 作詞：デイヴ・ムステイン/デヴィッド・エレフソン、作曲：デイヴ・ムステイン
9. サイコトロン - Psychotron - 4:42
10. キャプティヴ・オナー - Captive Honour - 4:14
  - 作詞：デイヴ・ムステイン/デヴィッド・エレフソン、作曲：デイヴ・ムステイン/マーティ・フリードマン/ニック・メンザ
11. アッシュズ・イン・ユア・マウス - Ashes in Your Mouth - 6:11
  - 作詞：デイヴ・ムステイン、作曲：デイヴ・ムステイン/マーティ・フリードマン/ニック・メンザ/デヴィッド・エレフソン

### 日本盤（1992年）ボーナス・トラック
1. ブレイクポイント - Breakpoint - 3:29
  - 作詞・作曲：デイヴ・ムステイン/デヴィッド・エレフソン/ニック・メンザ
2. ゴー・トゥ・ヘル - Go to Hell - 4:36
  - 作詞・作曲：デイヴ・ムステイン/マーティ・フリードマン/デヴィッド・エレフソン/ニック・メンザ

### 2004年リマスター盤ボーナス・トラック
1. クラウン・オブ・ワームズ - Crown of Worms - 3:17
  - 作詞：デイヴ・ムステイン/シーン・ハリス、作曲：デイヴ・ムステイン
2. 破滅へのカウントダウン (デモ) - Countdown to Extinction (Demo) - 3:55
  - 作詞：デイヴ・ムステイン/ニック・メンザ/デヴィッド・エレフソン、作曲：デイヴ・ムステイン/マーティ・フリードマン
3. 狂乱のシンフォニー (デモ) - Symphony of Destruction (Demo) - 5:29
4. サイコトロン (デモ) - Psychotron (Demo) - 5:28

## カヴァー
- 「スキン・オー・マイ・ティース」は、カルマのアルバム『ゼイ・ウィル・リターン』（2002年）でカヴァーされた。
- 「狂乱のシンフォニー」は、アーチ・エネミーのEP「Dead Eyes See No Future」（2004年）でカヴァーされた。また、ナイトウィッシュのライヴでマルコ・ヒエタラがリード・ボーカルを担当する形で演奏され、シングル「クオレマ・テキー・タイテイヤン」（2004年）にライヴ・ヴァージョンが収録された。

## ビデオゲームでの使用例
- 「狂乱のシンフォニー」は、2005年に『ギターヒーロー』[8]および『エキサイティングプロレス7 SMACKDOWN! VS. RAW 2006』[9]で使用された。
- 「スウェッティング・ブレッツ」は、2009年に『ギターヒーロー5』で使用された[10]。

## 「破滅へのカウントダウン」中の朗読
アルバムタイトル曲である「破滅へのカウントダウン」中の"One hour from now, “で始まる朗読の声は、収録スタジオ近くの日本食レストランで働いていたJunというMarty Friedmanの友人のものである 。

## 参加ミュージシャン
- デイヴ・ムステイン - ボーカル、ギター
- マーティ・フリードマン - ギター
- デイヴィッド・エレフソン - ベース
- ニック・メンザ - ドラムス